# Arbuzynka (huyện)
Huyện Arbuzynka (tiếng Ukraina: Арбузинський район, chuyển tự: Arbuzynkas'kyi raion) là một huyện của tỉnh Mykolaiv thuộc Ukraina. Huyện Arbuzynka có diện tích 969 km², dân số theo điều tra dân số ngày 5 tháng 12 năm 2001 là 24783 người với mật độ 26 người/km2. Trung tâm huyện nằm ở Arbuzynka.